# Viška bitka 1811.
 Ovo je glavno značenje pojma Viška bitka 1811.. Za druga značenja pogledajte Viška bitka 1866..
Viška bitka (fra. Bataille de Lissa, tal. Battaglia di Lissa) bila je pomorska bitka vođena između britanske eskadre fregata i mnogo veće eskadrile francuskih i talijanskih fregata i manjih plovila u srijedu, 13. ožujka 1811. godine tijekom Jadranskoga pohoda Napoleonskih ratova. Bitka se vodila u Jadranskom moru za posjedovanje strateški važnog hrvatskog otoka Visa, s kojeg je britanska eskadra ometala francusko brodarstvo na Jadranu. Francuzi su trebali nadzor nad Jadranom radi opskrbe rastuće vojske u Ilirskim pokrajinama, stoga su u ožujku 1811. godine poslali invazijske snage, koje su se sastojale od šest fregata, brojnih manjih plovila i bataljuna talijanskih vojnika.
Francuske invazijske snage pod Bernardom Dubourdieuom susrele su kapetana Williama Hostea i njegova četiri broda bazirana na otoku. U bitci koja je uslijedila, Hoste je potopio francuski admiralski brod, zarobio druga dva i raspršio ostatak francusko-talijanske eskadre. Bitka je hvaljena kao važna britanska pobjeda, zbog razlike između snaga i signala koji je dao Hoste, bivši podređeni Horatia Nelsona. Hoste je podigao poruku „Zapamtite Nelsona” dok su Francuzi padali, a zatim je manevrirao radi istjerivanja Dubourdieuova vodećeg broda na obalu i raspršivanje njegove eskadrile.

## Uvod
Austrijsko-francuski sukob privremeno se stišao mirom u Požunu (današnja Bratislava) 1805. godine prema kojem je Francuska dobila Istru, Dalmaciju i Boku kotorsku, uključujući i otok Vis. Napoleon je sve to pridružio Kraljevini Italiji. U II. koalicijskom ratu protiv Napoleona (Engleska, Rusija i Turska) u rujnu 1805. u Jadran je uplovila flota admirala Senjavina, koja je najprije zauzela Boku kotorsku, a zatim je djelovala u srednjodalmatinskom otočju, uključujući otok Vis. Kada je u srpnju 1807. između Rusije i Francuske potpisan mir u Tilzitu, Rusi su otplovili iz Jadrana. Njihova aktivnost u Jadranu bila je privremena i periferna u odnosu na dalmatinsku obalu.
Sukob Austrije i Engleske, s jedne, i Francuske, s druge strane, se nastavlja. Francuska strategija sastojala se u sprečavanju trgovine Europe s Engleskom, a Engleska u onemogućavanju prekomorske trgovine Francuske (obostrana blokada). U Jadranu su Ruse zamijenili Englezi. U skladu sa svojom strategijom, odmah su stvorili plan kojim bi onemogućili trgovinu između apeninske i dinarske obale, koje su bile u rukama Napoleona odnosno njegova brata, talijanskog kralja.
Ovaj zadatak najlakše su mogli ostvariti zauzimanjem otoka Visa, na koji su već uvelike navraćali gusari i krijumčari Sredozemlja. Francuska nije imala snage oduprijeti se gusarstvu. Istodobno je rasla i gospodarska moć otoka Visa. U njemu je u to vrijeme boravilo tisuće trgovaca iz Engleske, Italije, Njemačke i Dalmacije, pa su kuće bile pune stranaca. Vis je tada imao 12.000 stanovnika, više nego ikada u svojoj dugoj i bogatoj povijesti.

## Bitka
Napoleon se uvjerio da su Francuzi samo nominalni gospodari Visa, pa je zapovjedio svojoj francusko-talijanskoj floti njegovo zauzimanje i utvrđivanje. Prvi pokušaj Napoleonovog admirala Bernarda Dubourdieua završio je prepadom na gusarske brodove u viškoj luci, što nije dalo naročite rezultate. Englezi se ondje nisu ni nalazili. 
Na Napoleonovo inzistiranje uslijedio je drugi pokušaj, koji je doveo do bitke kod Paklenih otoka 13. ožujka 1811. Francusko-talijanska eskadra, koja je bila daleko nadmoćnija brojem brodova i ljudi, pretrpjela je poraz od dobro uvježbane eskadre pod zapovijedanjem mladog i ambicioznog komodora Williama Hostea. Nakon ove bitke na moru (u Viškom kanalu) Englezi su osvojili Vis i počeli s izgradnjom tvrđava, čiji se ostaci i danas vide na ulazu u višku luku.

## Posljedice
Otok Vis je za Engleze postao snažno uporište na istočnoj obali Jadrana koju su držali Francuzi. Oni nisu bili snaga sposobnu za obračun s Englezima, jer su od 1812. godine bili zauzeti velikom invazijom na Rusiju koja će, kao što je poznato, završiti Napoleonovim porazom i napuštanjem jadranskih obala.
Tijekom 1813. godine Englezi, oslanjajući se na Vis, počinju se jače angažirati u Dalmaciji zauzimanjem Korčule, Mljeta, Hvara i dubrovačkih otoka Šipana, Lopuda i Koločepa.